# Julio Carreras
Julio Alberto Carreras nasceu em San Pedro de Guasayán, uma localidade campesina da Província de Santiago del Estero, em 19 de agosto de 1949. Sendo seu pai Julio Carreras professor e poeta famoso, além de locutor na única rádio da província (Estado), este escritor adotaria para seus trabalhos literários o nome de Julio Carreras.

## Obras
Além de El Malamor -livro de 28 contos usado como texto por colégios secundários no Norte Argentino-, Julio Carreras publicou os seguintes livros:
- Abelardo (novela, 1990)
- Ciclo de Antón Tapia (Novela, 1995)
- Bertozzi (novela, 1997, traducida al italiano y publicada por ESI, de Roma, en 1999).

Outras obras deste autor: El Jinete Oscuro (novela, 1987), El alma en cada abrazo (novela, 1990), cuertos (cuentos cortos, 1995).
Este escritor escreveu e publicou numerosíssimos artigos em revistas e diários de toda América Latina, assim como a revista Mester (Graduados da Universidade de Los Angeles, USA) Berenice (Roma, Itália) e outras.
É autor de uma Historia dos Movimentos Revolucionários Argentinos, que toma ao nascimento, desenvolvimento e acontecimento da guerrilha argentina desde suas orígens, desde 1958 até a derrota definitiva, durante a ditadura militar (1976-1983).

## Ligações Externas
- Livros deste autor em formato pdf em idioma espanhol
- Página literária pessoal em espanhol
- Blog (em espanhol)
- Carreras (em espanhol)
- Textos deste autor traduzidos ao inglês, alemão e italiano
- Bertozzi, novela, em espanhol[ligação inativa]
- Bertozzi Novela, em italiano[ligação inativa]
- Biografia (em inglês)
- Página Literaria en Facebook
- Google Books